# Kitana Kiki Rodriguez
Kitana Kiki Rodriguez is een Amerikaans transgender actrice.

## Biografie
Kitana Kiki Rodriguez brak door in 2015 in de indiefilm Tangerine waarbij ze werd genomineerd zowel voor de Independent Spirit Award voor beste vrouwelijk hoofdrolrol als voor de Gotham Independent Award for breakthrough Actor. De filmdistributeur Magnolia lanceerde een campagne om de twee transgender actrices Mya Taylor en Kitana Kiki Rodriguez genomineerd te krijgen voor de Oscar voor beste actrice 2016.

## Filmografie

### Films
- Tangerine (2015) – Sin-Dee Rella

### Televisie
- Made in Hollywood (2015, aflevering 10.37)

## Prijzen en nominaties
De belangrijkste:
| Jaar | Prijs                    | Categorie                  | Film      | Uitslag     |
| ---- | ------------------------ | -------------------------- | --------- | ----------- |
| 2016 | Independent Spirit Award | Beste vrouwelijke hoofdrol | Tangerine | Genomineerd |
| 2015 | Gotham Independent Award | Breakthrough Actor         | Tangerine | Genomineerd |